# Friedhofskapelle (Parkfriedhof Meiningen)

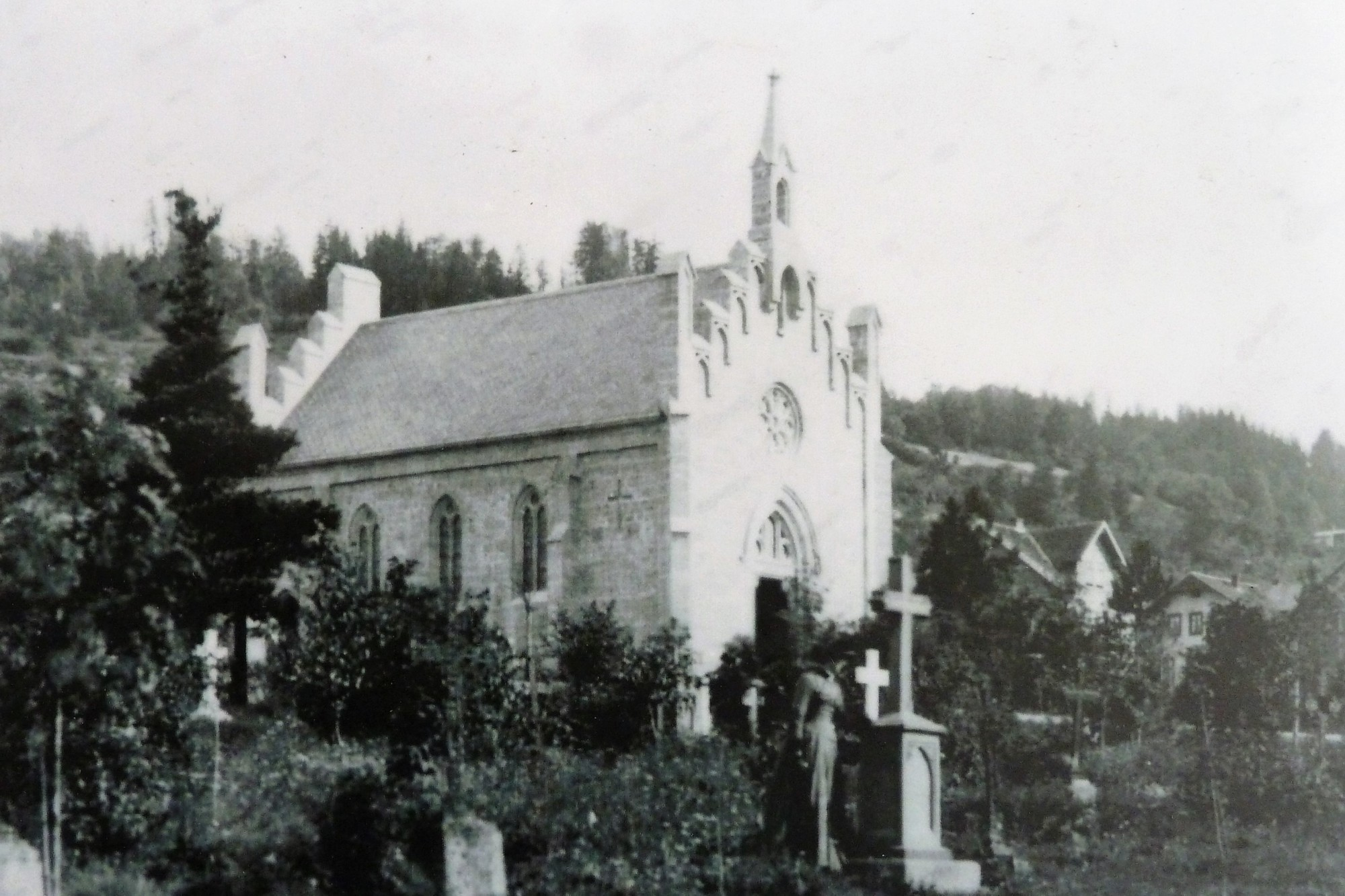
Friedhofskapelle (1885–1945)

Die Friedhofskapelle im Parkfriedhof Meiningen war eine 1885 eingeweihte Kapelle und Begräbnishalle auf dem größten Friedhof der Stadt Meiningen.

## Lage
Die Kapelle befand sich im Südwestteil des im Osten der Stadt gelegenen Parkfriedhofs.

## Geschichte
Am 24. Juni 1881 beschloss der Meininger Magistrat den Bau einer Kapelle und Begräbnishalle auf dem 1841 eingeweihten Parkfriedhof, dessen Entwurf am 15. April 1884 bestätigt wurde. Die Bauarbeiten begannen am 7. Mai 1884. Architekt des Bauwerks war Erwin Theodor Döbner, der auch die Arbeiten leitete. Am 9. September 1885 war die Friedhofskapelle fertiggestellt; die feierliche Einweihung erfolgte am 2. Oktober 1885 im Beisein des Kirchenvorstandes der evangelischen Landeskirche von Sachsen-Meiningen und Vertretern städtischer Behörden. 1887 ergänzte man die Kapelle mit einer Sargversenkvorrichtung der Meininger „Firma Eichhorn“. Die Baukosten beliefen sich insgesamt auf 29.300 Reichsmark. Am 23. Februar 1945 wurde die Friedhofskapelle bei einem Bombenangriff vollkommen zerstört. Erhalten gebliebene Natursteine verwendete man beim Wiederaufbau des am selben Tag zerstörten Krematoriums mit Feierhalle.

## Bauwerk
Die Friedhofskapelle lag im Südwestteil des Friedhofs und war ein aus Kalkstein errichtetes neugotisches Bauwerk. Es war 20 Meter lang und 13 Meter breit. An den Giebelseiten existierten jeweils eine Rosette mit Glasmalereien der Firma „Burkhardt und Sohn“ aus München. Der Haupteingang mit einem gotischen Oberlicht befand sich an der Westseite, auf dessen Giebel ein kleiner Dachreiter saß. An den beiden Längsseiten waren jeweils drei Spitzbogenfenster mit farbiger Bleiverglasung eingebaut. Im Innern an der Ostseite befanden sich ein steinerner Altar mit eisernem Abschlussgitter und zwei schmiedeeiserne Kandelaber, dahinter hing in der Altarnische ein Gemälde. An der Westseite stand neben dem Haupteingang eine von Herzog Georg II. gestiftete Skulptur, die den Erzengel Michael im Kampf mit dem Satan darstellte. An der Nord- und Südseite des Altarraums waren Nebeneingangstüren angebracht.: 